# Ophiorrhiza ixora
Ophiorrhiza ixora är en måreväxtart som beskrevs av Henry Nicholas Ridley. Ophiorrhiza ixora ingår i släktet Ophiorrhiza och familjen måreväxter.
Artens utbredningsområde är Sumatera. Inga underarter finns listade i Catalogue of Life.